# Articol (gramatică)
     articol nehotărât și hotărât
     numai articol hotărât proclitic
     articol nehotărât și hotărât enclitic
     numai articol hotărât enclitic
     fără articole

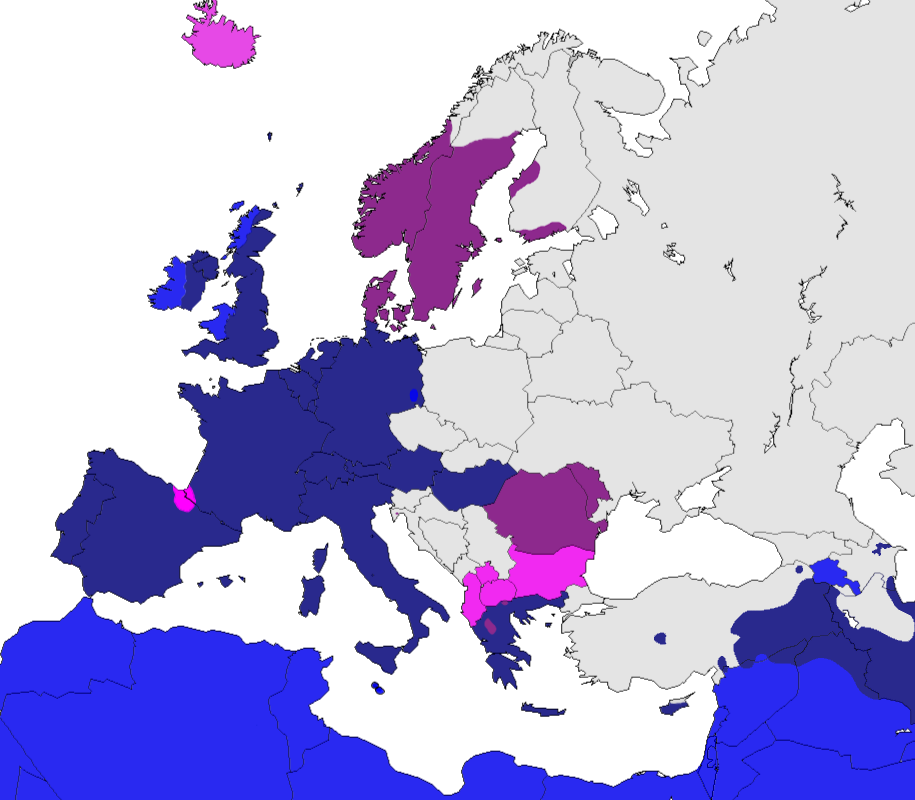
Articolele hotărât și nehotărât în limbile din Europa
articol nehotărât și hotărât
numai articol hotărât proclitic
articol nehotărât și hotărât enclitic
numai articol hotărât enclitic
fără articole

În gramatica tradițională, articolul este o „parte de vorbire flexibilă cu rol de instrument gramatical, care însoțește în unele limbi substantivul și arată în ce măsură obiectul denumit de acesta este cunoscut vorbitorilor”. Articolul face parte din clasa cuvintelor gramaticale, subclasa determinanților abstracți.
Guțu-Romalo 2005 definește articolul ca „modalitate (gramaticală) afixală de integrare enunțiativă”, punând accent pe statutul său de afix. Așadar, nu mai interpretează articolul ca o parte de vorbire.
Din alt punct de vedere, articolul face parte din categoria cliticelor, adică a cuvintelor care nu sunt cuvinte aparte din punct de vedere prozodic, fiind în general neaccentuate.
Nu toate limbile posedă articole. Astfel sunt, de exemplu, limba latină și majoritatea limbilor slave. În limbile în care există, numărul tipurilor lor depinde de limba dată.
Cel puțin în majoritatea limbilor din Europa, toate articolele sunt proclitice, adică cuvinte aparte plasate înaintea cuvântului determinat, dar în unele, ca în română, bulgară, sau albaneză, articolul hotărât este enclitic, adică apărând la sfârșitul cuvântului determinat, ca un sufix.
Limbile se deosebesc după cum articolele se acordă morfologic cu substantivul determinat sau nu. De exemplu, în limbile romanice occidentale se acordă în gen și număr, iar în română și în caz, dar în limbi ca engleza sau maghiara nu se acordă. Prin acord, articolul poate avea funcția secundară de a indica categoriile gramaticale ale substantivului atunci când acesta nu o face. De pildă, în limba spaniolă, substantivul problema are o terminație specifică pentru feminin, dar cu un articol (un/el problema) se poate ști că este de fapt masculin. În aspectul oral al limbii franceze nu se poate distinge în majoritatea cazurilor dacă un substantiv izolat este la singular sau la plural, pentru că în cazul din urmă -s-ul adăugat în scris nu se aude, dar cu un articol devine clar la ce număr este: un/le mur [my:ʁ] „un zid / zidul”, des/les murs [my:ʁ] „(niște) ziduri / zidurile”.
Altă funcție secundară a articolului este substantivarea unor cuvinte alte părți de vorbire sau a unor sintagme:
ro  bine (adverb) → binele;
fr  trois mâts „trei catarge” (sintagmă cu atribut) → un trois-mâts „navă cu trei catarge”;
en  smell „a mirosi” (verb) → a smell „miros”;
hu  jaj, allelúja „vai, aleluia” (interjecții) → Hát nem segít a jaj s az allelúja „Păi nu ajută «vai» și «aleluia»” (Attila József).
În funcție de limbă, articolele pot fi folosite sau nu împreună cu un alt tip de determinant abstract în același grup substantival. Bunăoară, în franceză și în engleză, articolul, adjectivul posesiv și cel demonstrativ se exclud unul pe celelalte, dar în română, când substantivul se folosește cu adjectiv posesiv postpus, trebuie articulat cu articol hotărât: fiul meu. Aceasta se referă și la folosirea adjectivului demonstrativ dacă este postpus (studenta aceasta), deși nu și la cel antepus: această studentă.
Articolul fiind un clitic, în unele limbi, forma sa depinde de sunetul inițial al cuvântului care îl urmează, adaptându-se acelui sunet. De aceea, în engleză, bunăoară, articolul nehotărât are două forme, ex. a visitor „un vizitator” vs. an exhibition „o expoziție”, pentru că forma an formează mai ușor un așa-numit cuvânt fonetic (un grup de cuvinte cu un singur accent) cu substativul cu inițială vocalică. Același este cazul articolului hotărât în limba maghiară: a tanár „profesorul” vs. az újság „ziarul”. În spaniolă, articolul hotărât feminin singular este la (la carta „scrisoarea”), dar dacă cuvântul feminin începe cu vocala /a/ accentuată, se folosește forma de masculin singular a articolului [el agua (fem.) „apa”], ca și el árbol (masc.) „arborele”. Prin urmare, articolul nu indică totdeauna genul. În franceză, vocalele articolelor le și la cad înaintea cuvintelor cu inițială vocalică, ceea ce duce tot la nedistingerea genurilor: le chien (masc.) „câinele”, la clé (fem.) „cheia”, dar l’été (masc.) „vara”, l’heure (fem.) „ora”.

## Articolul hotărât
Articolul hotărât indică faptul că substantivul căruia îi este asociat este cunoscut de participanții la comunicare, are un grad înalt de individualizare, este precis definit, numește un anume lucru sau o anumită ființă. Cunoașterea pe care o exprimă poate decurge din contextul verbal sau scris (hu  A könyvet elolvastam „Cartea am citit-o”), ori din cunoașterea pe care vorbitorii o au despre lume în general: hu  Az autó gépjármű „Automobilul este un vehicul cu motor”.
Acest articol provine în mai multe limbi din pronumele demonstrativ. În limbile romanice are la origine pronumele demonstrativ latinesc: ILLE (masc.) > ro  -l(e), fr  le, es  el, it  il, pt  o; ILLA (fem.) > ro  -a, fr  la, es  la, it  la, pt  a; IPSE (masc.) > sardă su, IPSA (fem.) > sardă sa. În engleză, unicul articol hotărât provine din forma de masculin singular nominativ (þe) a pronumelui demonstrativ din engleza veche. În maghiară, dintre cele două forme, a și az, cea din urmă este identică și azi cu cea a pronumelui demonstrativ de depărtare din care provine prin conversiune.
Particularitatea articolului hotărât românesc este că se declină: pomul (nominativ-acuzativ), pomului (genitiv-dativ), pomii (N-A), pomilor (G-D), casa (N-A), casei (G-D). Folosirea sa cu nume proprii de persoane masculine la singular, cu nume proprii feminine neadaptate morfologic limbii române și cu unele substantive comune (precum numele lunilor), la cazul genitiv-dativ, este singura situație în care articolul devine proclitic: lui Andrei, lui Ionescu, lui Carmen, lui ianuarie.
În franceză, forma de masculin le și cea unică de plural les se contopesc cu două prepoziții: appeler au secours (à + le) „a striga după ajutor”, parler aux voisins (à + les) „a vorbi cu vecinii”, le repas du soir (de + le) „masa de seară”, la veille des vacances (de + les) „ajunul vacanței”. Acestea sunt cazuri aparte, în care două părți de vorbire sunt prezente în același cuvânt.

## Articolul nehotărât
Articolul nehotărât exprimă despre substantivul cu care este asociat, faptul că ceea ce denumește nu este cunoscut, în sensul că nu a fost încă vorba despre aceasta în cursul comunicării. Mai indică și faptul că ceea ce denumește este neindividualizat în raport cu clasa din care face parte, și articolul doar orientează atenția asupra acelui lucru sau acelei ființe, fără a le determina precis.
La singular, acest articol provine din numeralul cu sensul unu, în unele limbi în formă neschimbată, precum în franceză [un (masc.), une (fem.)] sau în maghiară (egy). În engleză, forma an are la origine numeralul din engleza veche an, care cu timpul l-a pierdut pe n înaintea cuvintelor cu inițială consonantică. În limba actuală, numeralul are cu totul altă formă, one. În spaniolă, articolul masculin este identic ca formă cu numeralul folosit adjectival (un vs. uno – numeral folosit substantival), iar cel feminin este identic cu numeralul feminin folosit și adjectival, și substantival: un niño „un copil”, una mesa „o masă”. În română este identic cu numeralul cu valoare adjectivală, dar diferă de cel cu valoare substantivală: un pom, o casă vs. unu, una. Și acest articol are formă de genitiv-dativ: unui pom, unei case.
În engleză sau în maghiară nu este articol nehotărât plural, dar în alte limbi există. În spaniolă se formează cu procedeul general pentru pluralul părților de vorbire nominale: unos libros (masc.) „niște cărți”, unas mujeres „niște femei”. Acestea sunt considerate și adjective nehotărâte. În română există de asemenea articole nehotărâte la plural. Unul are formă invariabilă (niște pomi, niște case), celălalt are numai formă de genitiv-dativ, fiind pluralul articolului singular de același caz, dar cu formă unică pentru genuri: unor pomi, unor case. Această formă există și ca adjectiv nehotărât. Particularitatea lui niște este că se folosește și cu substantive nenumărabile la singular: niște carne. În franceză s-a format altfel articolul nehotărât plural, anume prin contopirea prepoziției de cu articolul hotărât plural les, și are o singură formă: Des gens demandent à vous voir „Niște oameni cer să vă vadă”. Acest articol este considerat și de alt tip de către unele gramatici (vezi mai jos).

## Alte articole
În franceză, de exemplu, există și un articol numit partitiv, folosit cu substantive nenumărabile (nume de materii, substantive abstracte), care indică faptul că este vorba de o cantitate nedeterminată din ceea ce denumește substantivul. Exemple: avoir du courage „a avea curaj”, boire de l’alcool „a bea alcool”, boire de la bière „a bea bere”. După unele gramatici, des poate fi nu numai articol nehotărât, ci și partitiv, cu un substantiv nenumărabil folosit numai la plural: manger des rillettes „a mânca pateu”.
În această prespectivă, și românescul niște poate fi considerat articol partitiv când este folosit cu substantive nenumărabile, dar acest tip de articol nu este luat în seamă de gramaticile românești. În schimb acestea disting două alte tipuri de articol.
Articolul demonstrativ este apropiat ca înțeles de adjectivul demonstrativ, având forme identice cu cele ale variantei scurte a acestui adjectiv. Ca articolul hotărât, și acest articol determină substantivul în mod hotărât. Exemple:
- în exprimarea gradului superlativ relativ: cel mai frumos;
- înlocuind un substantiv înaintea atributului care se referă la el: – Unde mi-e rochia? – Care, cea neagră?;
- înaintea unui numeral: Cei trei mușchetari;
- în unități frazeologice: Cele rele să se spele, cele bune să se-adune;
- în nume de monarhi: Petru cel Mare;
- înaintea celui de-al doilea atribut al unui substantiv, când ambele atribute sunt postpuse: prietena lui cea simpatică.

Are și forme de genitiv-dativ: celui, celei, celor.
Alt articol românesc este cel posesiv. Și acesta exprimă determinare definită în construcții posesive. Are patru forme acordate cu obiectul posedat, la care se referă. Este folosit în următoarele construcții:
- în formarea pronumelui posesiv: al meu;
- în al doilea atribut, care numește posesorul, al unui obiect posedat: pantofii cei noi ai verișoarei mele;
- în numele predicativ care exprimă posesorul obiectului numit de subiect: Cărțile sunt ale profesorului meu, A cui este casa aceasta?

## Articol zero
În anumite cazuri, substantivul este folosit fără niciun articol și în limbi în care de altfel există articole.
În română, substantivele nenumărabile se folosesc uneori cu articolul niște, dar cel mai adesea fără articol: Am pâine, brânză și vin. Tot fără articol se folosește numele predicativ fără atribut, care denumește ocupația, profesia, funcția, rangul, titlul, etnia etc. subiectului: El este student. În ciuda caracterului său definit, substantivul fără atribut, la acuzativ cu prepoziție, se folosește tot fără articol: Cartea e pe masă, Pisica este sub scaun. Excepție face numai substantivul cu prepoziția cu, care poate fi definit (Mergem cu directorul), dar și nedefinit: Mergem cu mașina.
Nici în spaniolă nu se folosește articol în cazurile corespunzătoare primelor două menționate pentru română: Tenemos vino „Avem vin”, Es general de ejercito „Este general în armată”.
În franceză de asemenea nu se folosește articol înaintea numelui predicativ fără atribut, care exprimă ocupația etc. subiectului: Son fils est avocat „Fiul său este avocat”. Substantivul este tot nearticulat în următoarele cazuri mai frecvente:
- atributul substantival cu prepoziție: une table de marbre „o masă de marmură”;
- complementul indirect nedefinit folosit cu prepoziția de: Tu t’occupes de bêtises „Te ocupi de prostii”;
- numele de luni fără atribut: Décembre est revenu „A venit decembrie”;
- complementul din unități frazeologice: demander pardon „a cere iertare”, prêter sur gages „a da împrumut pe gaj”;
- numele proprii de persoane: J’ai rencontré Jean „M-am întâlnit cu Jean”, Dupont est venu me voir „Dupont a venit să mă vadă”.

În engleză se folosesc uneori fără articol, deși sunt definite, nume de materii (Whisky is expensive „Whisky-ul este scump”) sau substantive la plural (Planes take off from here „Avioanele decolează de aici”), în afirmații generale.
În maghiară sunt de asemenea situații de lipsă a articolului hotărât cu substantive definite folosite fără atribut, cum sunt numele proprii de persoane (Találkoztál már Gézával? „Te-ai întâlnit deja cu Géza?”), inclusiv cele care denumesc o familie: Megjöttek Szabóék „A venit familia Szabó” (vs. fr  les Durand „familia Durand”, en  the Johnsons „familia Johnson”). Tot fără articol sunt folosite și numele de țări dintr-un singur cuvânt: Finnország „Finlanda”. Este facultativ articolul hotărât cu numele obiectului posedat folosit cu sufix personal posesiv, acesta corespunzând adjectivului posesiv din română: Alig tudta leplezni (az) ingerültségét „Abia a putut să-și mascheze iritarea”.
Comparativ cu celelalte limbi menționate în acest articol, în maghiară cazurile de lipsă a articolului nehotărât sunt mult mai frecvente decât cele de folosire a acestuia, ex. Ez vicc „Ăsta este un banc”.